# 薩林鎮區 (北達科他州麥克亨利縣)
薩林鎮區（英語：Saline Township）是位於美國北達科他州麥克亨利縣的一個鎮區。

## 地方資料
薩林鎮區的面積為93.93平方千米，當中陸地面積為93.63平方千米，而水域面積為0.29平方千米。根據2020年美國人口普查的數據，當地共有人口11人，而人口密度為每平方千米0.12人。